# Vengeancegrunden
Vengeance grund er en grund beliggende i Storebælt, 3,5 sømil vest for Agersø.
Grunden er opkaldt efter det engelske linjeskib Vengeance, der efter Københavns bombardement i 1807 formentlig gjorde stationstjeneste i Storebælt.
Under Invasionen af Danmark i 1940, gik det tyske linjeskib Schleswig-Holstein på grund på Vengeancegrunden.